# Goniagnathus bolivari
Goniagnathus bolivari är en insektsart som beskrevs av Melichar 1907. Goniagnathus bolivari ingår i släktet Goniagnathus och familjen dvärgstritar. Inga underarter finns listade i Catalogue of Life.